# Bessenyei Zsófia
Bessenyei Zsófia (Budapest, 1946. szeptember 2. – Budapest, 2006. augusztus) magyar színésznő.

## Életpálya
Ikertestvére: Katalin, édesapja Bessenyei Ferenc színművész. 1964-ben a debreceni Csokonai Színházban kezdte pályáját. 1967-ben a kaposvári Csiky Gergely Színház szerződtette. 1970-től az Állami Déryné Színház, 1975-től ismét a debreceni Csokonai Színház tagja volt. 1984-től a győri Kisfaludy Színházban játszott. 1992-től az egri Gárdonyi Géza Színház színésznője volt. Vendégként játszott a Békéscsabai Jókai Színházban is. Vígjátéki és drámai szerepekben, zenés- és prózai műfajokban egyaránt igényes alakításokat nyújtott.

## Fontosabb színházi szerepei
- Örkény István: Pisti a vérzivatarban... szőke lány
- Örkény István: Tóték... Tótné
- Georges Feydeau: Női szabó... Rózsa
- Euripidész – Jean-Paul Sartre: Trójai nők... Cassandra
- John Millington Synge: A szentek kútja... Molly
- Eugène Scribe: Egy pohár víz... Királynő
- Háy Gyula: Tiszazug... Rozi
- Háy Gyula: A ló... Valéria
- Friedrich Schiller: Ármány és szerelem... Sophie
- Friedrich Schiller: Stuart Mária... Stuart Mária
- William Shakespeare: Lear király... Regan
- Jókai Anna: A feladat... Matesz Vera
- Victorien Sardou – Émile Moreau: Szókimondó asszonyság... Karolina
- Gerencsér Miklós: Ferde ház... Paula
- Lion Feuchtwanger: Marie-Antoinette... Elisabeth
- Franz Schönthan – Paul Schönthan – Kellér Dezső – Horváth Jenő – Szenes Iván: A szabin nők elrablása... Borbála
- Eugene O’Neill: Hosszú út az éjszakába... Cathleen
- Hunyady Sándor: A három sárkány... Katalin
- Tamási Áron: 	Ördögölő Józsiás... Dillo, tündér, Jázmina udvarhölgye, s majd a tündérek főnöke
- Molnár Ferenc: Olympia... Lina
- Georg Büchner: Danton halála... Julie
- Szakcsi Lakatos Béla – Csemer Géza: Piros karaván... Dinka
- Ábrahám Pál: Viktória... Mrs. Axelblom
- Németh László: Széchenyi... Crescentia
- Lionel Bart: Oliver... Mrs. Corney
- Arthur Miller: A salemi boszorkányok... Anna; Tituba
- Eduardo De Filippo: Nápolyi álmok... Matilda
- Szomory Dezső: Hagyd a nagypapát!...Magda
- Ion Luca Caragiale: Az elveszett levél... Zoe, Trahanache felesége
- Szép Ernő: Vőlegény... anya
- Bereményi Géza: Kutyák... Daisy
- Nell Dunn: Gőzben... Violet
- Kálmán Imre: A montmarte-i ibolya... Jeanette
- Joe Orton: Csak mint otthon, Mr. Sloane!... Kath
- Mikszáth Kálmán: Szent Péter esernyője... Wibra Anna
- Jókai Mór: A kőszívű ember fiai... Remigia nővér
- Tennessee Williams: Macska a forró bádogtetőn... Big mama
- Tennessee Williams: A vágy villamosa... Blanche
- Misima Jukio: Sade márkiné... Montreuilné (Renée anyja)
- Heltai Jenő: A tündérlaki lányok... Özvegy Bergné (Békéscsabai Jókai Színház)
- Bertolt Brecht – Kurt Weill: Koldusopera... Sylvie
- Giulio Scarnacci – Renzo Tarabusi: Kaviár és lencse... Helena Victoris
- Schwajda György – Gabriel García Márquez: Száz év magány... Pilár Ternera
- Anton Pavlovics Csehov: Három nővér... Anfisza (dada)

## Filmek, tv
- Bolond és szörnyeteg (1973)
- Petőfi (sorozat) Szülöföldemen című rész (1981)
- Ördögölő Józsiás
- Angyalbőrben (sorozat) Mozgó trezor című rész (1990); Military-tours című rész (1991)